# Amandine Bourgeois
Amandine Bourgeois (Angoulême, 12 giugno 1979) è una cantante francese.
Vincitrice nel 2008 della sesta edizione di Nouvelle Star (versione francese di Pop Idol), ha rappresentato la Francia all'Eurovision Song Contest 2013 con il brano L'enfer et moi.

## Discografia

### Album
- 20 m² (2009)
- Sans amour mon amour (2012)

### Singoli
- L'homme de la situation (2009)
- Tant de moi (2009)
- Sans amour (2012)
- Incognito (feat. Murray James, 2012)
- L'enfer et moi (2013)